# Gerstenberg
Gerstenberg település Németországban, azon belül Türingiában. Lakosainak száma 475 fő (2023. december 31.).

## Népesség
A település népességének változása:
| Lakosok száma | 514  | 497  | 494  | 486  | 475  |
|               | 2017 | 2019 | 2021 | 2022 | 2023 |